# Thelenella modesta
Thelenella modesta är en lavart som beskrevs och fick sitt nu gällande namn av William Nylander. 
Thelenella modesta ingår i släktet Thelenella och familjen Thelenellaceae.  Arten är reproducerande i Sverige. Inga underarter finns listade i Catalogue of Life.